# Луизов, Андрей Владимирович
Андрей Владимирович Луизов  (1908—1990) — советский учёный, специалист в области физиологической и офтальмологической оптики. Доктор физико-математических наук (1959), профессор (1960). Автор ряда научных и научно-популярных книг по оптике и физике зрения.
Основные труды А. В. Луизова относятся к объяснению закономерностей работы глаза, исходя из физических понятий и на основе высказанной автором идеи о целесообразности устройства глаза.

## Биография
Андрей Владимирович Луизов в 1939 году окончил физический факультет Ленинградского государственного университета. В 1938 году поступил в Государственный оптический институт, в котором проработал до 1990 года. Доктор физико-математических наук (1959). С 1971 по 1981 год начальник лаборатории физиологической оптики, научный руководитель работ ГОИ по созданию оптических приборов для исследования и лечения глаз.
В его работах было показано, что зрительная система человека близка к идеальному приёмнику изображений, и её возможности ограничивают не случайные несовершенства, а основные законы природы. Ряд публикаций он посвятил результатам изучения глубинного зрения — зрительному восприятию трехмерности пространства, а также видимости объектов в зависимости от их скорости и времени экспозиции.
Всесторонние исследования глаза как оптического прибора — его устройство, характеристики и возможности А. В. Луизов обобщил в монографиях «Глаз и свет» и «Цвет и свет».
Экспериментально-теоретические исследования временных параметров зрительного восприятия, проведённые А. В. Луизовым, непосредственно примыкают к исследованиям С. И. Вавилова и Е. М. Брумберга по квантовой природе света. Он построил общую теорию развития зрительного восприятия во времени, установил связь между действующей на глаз яркостью и эффективной яркостью. Для расчётов, связанных со зрительным восприятием быстро протекающих событий, даны точные формулы, содержащие функцию затухания зрительного впечатления после прекращения действия яркости, и приближённые, содержащие время инерции. Аналогичное исследование проведено для случая восприятия точечных источников света, когда вместо яркости основной величиной служит блеск.
Приведено экспериментально найденное предельное число квантов (около пяти), обеспечивающих пороговое восприятие контрастирующего объекта, и дана формула для предельного угла, разрешаемого глазом или любым другим зрительным прибором в зависимости от его параметров и яркости фона. Итоги исследований А. В. Луизов подвёл в монографии «Инерция зрения».
В период руководства лабораторией установил тесные связи с медицинскими организациями — ВМА им. С. М. Кирова, МНИИ глазных болезней им. Гельмгольца, ВНИИ медицинской техники и др., в содружестве с которыми в ГОИ были разработаны и переданы в серийное производство 19 офтальмологических приборов. Цикл исследовательских работ А. В. Луизова в этом периоде посвящён изучению зрительных возможностей «вооружённого» глаза, в частности, системы глаз-телескопический прибор, с использованием понятий и методов теории информации.
Учёный уделял много внимания популяризации научных знаний, публикуя научно-популярные статьи, выступая с лекциями и докладами. Список научных трудов А. В. Луизова включает более 100 наименований.
Скончался в 1990 году в Ленинграде.
В 1995 году издан сборник стихов А. В. Луизова.